# Női 200 méteres vegyesúszás a 2011-es úszó-világbajnokságon
A női 200 méteres vegyesúszást a 2011-es úszó-világbajnokságon július 24-én és 25-én rendezték meg. Előbb a selejtezőket és az elődöntőket, másnap a döntőt.

## Rekordok
|                               | Név           | Nemzetiség | Idő     | Helyszín | Dátum            |
| ----------------------------- | ------------- | ---------- | ------- | -------- | ---------------- |
| Világcsúcs Világbajnoki csúcs | Ariana Kukors | USA        | 2:06.15 | Róma     | 2009. július 27. |

## Érmesek
| Arany            | Ezüst                      | Bronz                                     |
| Kína · Ye Shiwen | Ausztrália · Alicia Coutts | Amerikai Egyesült Államok · Ariana Kukors |

## Eredmények

### Selejtező
| Helyezés | Selejtezők | Pálya | Név                       | Nemzetiség | Idő     | Megj. |
| -------- | ---------- | ----- | ------------------------- | ---------- | ------- | ----- |
| 1        | 4          | 3     | Caitlin Leverenz          | USA        | 2:11.01 | Q     |
| 2        | 3          | 5     | Mireia Belmonte Garcia    | ESP        | 2:11.38 | Q     |
| 3        | 3          | 4     | Hosszú Katinka            | HUN        | 2:11.53 | Q     |
| 4        | 5          | 4     | Ye Shiwen                 | CHN        | 2:11.63 | Q     |
| 5        | 4          | 4     | Alicia Coutts             | AUS        | 2:11.64 | Q     |
| 6        | 4          | 5     | Ariana Kukors             | USA        | 2:11.84 | Q     |
| 7        | 3          | 3     | Hannah Miley              | GBR        | 2:11.95 | Q     |
| 8        | 5          | 3     | Stephanie Rice            | AUS        | 2:12.68 | Q     |
| 9        | 3          | 2     | Choi Hye-Ra               | KOR        | 2:13.00 | Q     |
| 10       | 3          | 6     | Julia Wilkinson           | CAN        | 2:13.16 | Q     |
| 11       | 5          | 2     | Kirsty Coventry           | ZIM        | 2:13.32 | Q     |
| 12       | 5          | 5     | Verrasztó Evelyn          | HUN        | 2:13.33 | Q     |
| 13       | 5          | 6     | Erica Morningstar         | CAN        | 2:13.71 | Q     |
| 14       | 4          | 8     | Barbora Závadová          | CZE        | 2:14.08 | Q     |
| 15       | 4          | 7     | Siobhan-Marie O'Connor    | GBR        | 2:14.30 | Q     |
| 16       | 3          | 1     | Fanny Lecluyse            | BEL        | 2:14.97 | Q     |
| 17       | 4          | 2     | Zhu Xiaoya                | CHN        | 2:14.98 |       |
| 18       | 5          | 8     | Katheryn Anne Meaklim     | RSA        | 2:15.15 |       |
| 19       | 5          | 1     | Stina Gardell             | SWE        | 2:15.45 |       |
| 20       | 5          | 7     | Julija Jefimova           | RUS        | 2:15.56 |       |
| 21       | 2          | 4     | Hanna Dzerkal             | UKR        | 2:16.17 |       |
| 22       | 2          | 2     | Ranohon Amanova           | UZB        | 2:16.75 |       |
| 23       | 4          | 1     | Ida Sandin                | SWE        | 2:16.87 |       |
| 24       | 3          | 8     | Jördis Steinegger         | AUT        | 2:17.09 |       |
| 25       | 2          | 3     | Tanja Smid                | SLO        | 2:17.45 |       |
| 26       | 2          | 8     | Hrafnhildur Luthersdottir | ISL        | 2:18.20 | NR    |
| 27       | 3          | 7     | Alessia Polieri           | ITA        | 2:18.69 |       |
| 28       | 2          | 1     | Nadia Vieira              | POR        | 2:19.74 |       |
| 29       | 2          | 6     | Emilia Pikkarainen        | FIN        | 2:19.94 |       |
| 30       | 2          | 5     | Cheng Wan-jung            | TPE        | 2:20.20 |       |
| 31       | 1          | 4     | Natthanan Junkrajang      | THA        | 2:20.38 |       |
| 32       | 2          | 7     | Erla Haraldsdottir        | ISL        | 2:21.86 |       |
| 33       | 1          | 5     | Samantha Arevalo          | ECU        | 2:22.39 | NR    |
| 34       | 1          | 6     | Ma Cheok Mei              | MAC        | 2:27.59 |       |
| 35       | 1          | 3     | Nibal Yamout              | LIB        | 2:27.93 |       |
| 36       | 1          | 7     | Daniella van den Berg     | ARU        | 2:30.02 |       |
| 37       | 1          | 2     | Loreen Whitfield          | ASA        | 2:31.97 |       |
|          | 4          | 6     | Rita Medrano              | MEX        | DNS     |       |

### Selejtezők

#### Első elődöntő
| Helyezés | Pálya | Név                    | Nemzetiség | Idő     | Megj. |
| -------- | ----- | ---------------------- | ---------- | ------- | ----- |
| 1        | 6     | Stephanie Rice         | AUS        | 2:09.65 | Q     |
| 2        | 3     | Ariana Kukors          | USA        | 2:09.83 | Q     |
| 3        | 5     | Ye Shiwen              | CHN        | 2:10.08 | Q     |
| 4        | 2     | Julia Wilkinson        | CAN        | 2:11.76 | Q     |
| 5        | 4     | Mireia Belmonte Garcia | ESP        | 2:12.37 |       |
| 6        | 7     | Verrasztó Evelyn       | HUN        | 2:12.51 |       |
| 7        | 8     | Fanny Lecluyse         | BEL        | 2:13.68 | NR    |
| 8        | 1     | Barbora Závadová       | CZE        | 2:14.03 |       |

#### Második elődöntő
| Helyezés | Pálya | Név                    | Nemzetiség | Idő     | Megj. |
| -------- | ----- | ---------------------- | ---------- | ------- | ----- |
| 1        | 3     | Alicia Coutts          | AUS        | 2:10.65 | Q     |
| 2        | 6     | Hannah Miley           | GBR        | 2:10.95 | Q     |
| 3        | 5     | Caitlin Leverenz       | USA        | 2:11.15 | Q     |
| 4        | 5     | Hosszú Katinka         | HUN        | 2:11.71 | Q     |
| 5        | 7     | Kirsty Coventry        | ZIM        | 2:12.21 |       |
| 6        | 1     | Erica Morningstar      | CAN        | 2:12.67 |       |
| 7        | 8     | Siobhan-Marie O'Connor | GBR        | 2:13.26 |       |
| 8        | 2     | Choi Hye-Ra            | KOR        | 2:15.90 |       |

### Döntő
| Helyezés  | Pálya | Név              | Nemzetiség | Idő     | Megj. |
| --------- | ----- | ---------------- | ---------- | ------- | ----- |
| Aranyérem | 3     | Ye Shiwen        | CHN        | 2:08.90 |       |
| Ezüstérem | 6     | Alicia Coutts    | AUS        | 2:09.00 |       |
| Bronzérem | 5     | Ariana Kukors    | USA        | 2:09.12 |       |
| 4         | 4     | Stephanie Rice   | AUS        | 2:09.65 |       |
| 5         | 7     | Caitlin Leverenz | USA        | 2:10.40 |       |
| 6         | 1     | Hosszú Katinka   | HUN        | 2:11.24 |       |
| 7         | 2     | Hannah Miley     | GBR        | 2:11.36 |       |
| 8         | 8     | Julia Wilkinson  | CAN        | 2:16.18 |       |